# تيم سوليفان
تيم سوليفان (بالإنجليزية: Tim Sullivan (director))‏ (و. 1964 – م) هو مخرج سينمائي، وكاتب سيناريو، ومنتج أفلام، وممثل من الولايات المتحدة الأمريكية .

## التعليم
تعلم في جامعة نيويورك، ومدرسة تيش العليا للفنون.

## روابط خارجية
- تيم سوليفان على موقع IMDb (الإنجليزية)
- تيم سوليفان على موقع ألو سيني (الفرنسية)
- تيم سوليفان على موقع أول موفي (الإنجليزية)
- تيم سوليفان على موقع قاعدة بيانات الأفلام السويدية (السويدية)
- تيم سوليفان على موقع ديسكوغز (الإنجليزية)
- تيم سوليفان على موقع قاعدة بيانات الفيلم (الإنجليزية)
- تيم سوليفان على موقع كينوبويسك (الروسية)